# Ahlstrom-Munksjö Ställdalen
Ahlstrom-Munksjö Ställdalen AB, före 2017 Ahlstrom Ställdalen AB, är ett svenskt pappersbruk för nonwovenprodukter i Ställdalen. Det anlades ursprungligen av järn- och pappersbruksföretaget Stjernfors-Ställdalen 1896.
Den finländska företagsgruppen Ahlstrom (numera Ahlstrom-Munksjö Oyj) övertog år 2000 pappersbruket i Ställdalen av det amerikanska företaget Dexter Corporation i samband med att Ahlstrom tog över hela detta företags fibertygsdel Dexter Nonwovens. Innan Dexters ägandeskap ingick papperbruket i Stora Kopparbergs Bergslags AB (från 1984 Stora AB) mellan 1961 och 1990. Mellan 1896 och 1961 ägdes det av Stjernfors-Ställdalen.
Företaget tillverkar fiberduk  av pappersmassa och syntetiska fibrer för produkter av nonwoven till bland annat bil- och byggnadsindustrin. Exempel på användning av dessa produkter är: 
kondensskydd i biltak,  våtservetter samt sterila engångsartiklar för kirurgiska operationer och annan sjukvård. Kapaciteten är 14 000 årston i två tillverkningslinjer.

## Ställdals gård
Huvudartikel: Ställdals gård
Ahlstrom-Munksjö Ställdalen AB äger den av företaget upprustade byggnadsminnesförklarade bergsmansgården Ställdals gård, som ligger i anslutning till fabriksområdet i Ställdalen.